# Upplands runinskrifter Fv1953;266
Runinskrift U Fv1953;266 är en runsten som står vid Spånga kyrka i Spånga socken och Stockholms kommun, Sollentuna härad i Uppland. 
Utanför kyrkan står ytterligare två runstenar; U 61 samt U 62. Inne i kyrkan finns flera fragment av runstenar; U 63, U 64, U 65, U 66, U 67 och U 68. I fasaden på utsidan av kyrkan sitter runstensfragmentet U ATA4027/61 inmurat.

## Stenen
Stenen påträffades i samband med grundförstärkningsarbeten i Spånga kyrka den 14 september 1953. Den satt då inmurad i kyrkans norra grundmur med den ristade sidan utåt. Stenens övre kant befann sig vid fyndtillfället ca fem cm under marknivån, vilket förklarar varför den inte upptäckts tidigare.
Stenens material är grå granit, dess höjd är 1,69 m och dess största bredd är 0,81 m.
Ristningen är skapad av den uppländske runmästaren Snare. Den från runor översatta inskriften lyder enligt nedan.

## Inskriften
Translitterering av runraden:
tayr : knutr : aok : þorkisl : aok : aystin : þaiʀ : raistu : stain : eftiʀ : biarn :: faþur : sin :: snari : iag :
Normalisering till runsvenska:
''tayr Knutr ok Þorgisl ok Øystæinn þæiʀ ræistu stæin æftiʀ Biorn, faður sinn. Snari hiogg.
Översättning till nusvenska:
Tayr (?), Knut och Torgils och Östen de reste stenen efter Björn, sin fader. Snare högg.